# Manuel Lenz
Manuel Lenz (Herne, Nyugat-Németország, 1984. október 23. –) német labdarúgó, az SSVg Velbert 02 kapusa.